# Metacrinus musorstomae
Metacrinus musorstomae is een zeelelie uit de familie Isselicrinidae.
De wetenschappelijke naam van de soort werd in 1981 gepubliceerd door Michel Roux.